# Ghemme
Ghemme (piemontiul: Ghem) település Olaszországban, Piemont régióban, Novara megyében. Lakosainak száma 3381 fő (2023. január 1.). Ghemme Cavaglio d’Agogna, Gattinara, Lenta, Sizzano, Carpignano Sesia, Fontaneto d’Agogna és Romagnano Sesia községekkel határos.

## Népesség
A település lakossága az elmúlt években az alábbi módon változott:
| Lakosok száma | 3627 | 3573 | 3381 |
|               | 2017 | 2018 | 2023 |